# تایشی اونودرا
تایشی اونودرا (انگلیسی: Taishi Onodera؛ زادهٔ ۲۷ فوریهٔ ۱۹۹۶) بازیکن والیبال اهل ژاپن است.